# Übermäßig
Das Adjektiv übermäßig (Gegensatz: vermindert) wird in der Musik zur Kennzeichnung bestimmter Intervalle und Akkorde verwendet.

## Übermäßige Intervalle
Intervalle heißen übermäßig, wenn sie um einen chromatischen Halbton größer sind als die reinen Intervalle (Prime, Quarte, Quinte, Oktave) oder als die großen Formen von Sekunde, Terz, Sexte, Septime.
Übermäßige Intervalle – außer der übermäßigen Quarte (Tritonus) – können bei gleichstufiger Stimmung vollständig mit diatonischen Intervallen enharmonisch verwechselt werden; bei reiner Stimmung ist hierzu eine geringfügige Änderung der Tonhöhe erforderlich.
Beispiele:
- die (reine) Quinte c–g wird zur übermäßigen Quinte c–gis.   (in gleichstufiger Stimmung klingend wie die kleine Sexte c-as.)
- die (reine) Prime c–c wird zur übermäßigen Prim  c–cis.   (in gleichstufiger Stimmung klingend wie die kleine Sekunde c-des .)
- die große Terz  c–e wird zur übermäßigen Terz c–eis.   (in gleichstufiger Stimmung klingend wie die (reine) Quarte c-f .)

Die Komplementärintervalle (Umkehrintervalle) der übermäßigen Intervalle sind vermindert; z. B. wird die übermäßige Quarte (f–h) durch die verminderte Quinte (h–f) zur Oktave ergänzt.

## Übermäßige Akkorde
Einige Akkorde werden ebenfalls übermäßig genannt. Eine allgemeine Regel für diese Benennung lässt sich jedoch nicht aufstellen, insbesondere führt das Enthaltensein eines übermäßigen Intervalls nicht zwangsläufig auch zur Bezeichnung des Akkords als „übermäßig“.
So enthält z. B. der Sextakkord d-f-h zwar die übermäßige Quarte f-h. Trotzdem wird er nicht „übermäßig“ genannt, weil er sich vom übermäßigen Sextakkord, der eine übermäßige Sext enthält, unterscheidet (ein solcher übermäßiger Sextakkord würde etwa durch Tiefalteration des d entstehen: des-f-h); stattdessen wird der Sextakkord d-f-h „vermindert“ genannt, weil er eine Umkehrung des verminderten Dreiklangs H-d-f ist.
Beispiele für übermäßige Akkorde (der Einfachheit halber jeweils auf dem Basston c errichtet):
- übermäßiger Dreiklang (c-e-gis)
- übermäßiger Sextakkord (c-e-ais)
- übermäßiger Quintsextakkord (c-e-g-ais)
- übermäßiger Terzquartakkord (c-e-fis-ais).

Das folgende Beispiel zeigt (in der Akkordsymbolik der Jazzharmonik) einen Dominantseptakkord mit einer Quinte, die übermäßig bzw. um einen Halbton nach oben alteriert ist: E♭7♯5 oder E♭7+5